# Deux en un (film, 2003)
Pour les articles homonymes, voir Deux en un et Stuck on You.
Pour plus de détails, voir Fiche technique et Distribution.
Deux en un ou Collé à toi au Québec (Stuck on You) est un film américain réalisé par Peter et Bobby Farrelly, sorti en 2003.
Le film suit Bob et Walt qui sont frères siamois. Comme Walt rêve de faire du cinéma, Bob accepte de partir à Hollywood. Walt est alors engagé par la chanteuse Cher, la diva espérant ainsi torpiller son show pour se libérer de son contrat, mais l'émission remporte un grand succès. Bob, quant à lui, s'apprête à rencontrer May après trois ans de chat sur Internet. Mais elle ignore tout de la situation : les deux frères sont confrontés à une décision qui changera leur vie à jamais...

## Synopsis
Bob et Walt Tenor, des frères siamois, mènent une vie relativement normale malgré leur condition. Bob, réservé et introverti, est l’opposé de Walt, extraverti et sociable, qui rêve de devenir acteur à Hollywood. Ils possèdent et gèrent le Quikee Burger, un fast-food à Oak Bluffs, Massachusetts, où ils garantissent des repas gratuits si servis en plus de trois minutes, démontrant aux clients leur impressionnante coordination. Bien que Walt soit à l’aise avec les femmes, Bob est plus timide et entretient une relation épistolaire avec May Fong, une jeune femme habitant en Californie, sans lui avouer qu’il est siamois.
Walt joue dans un one-man-show où Bob reste en retrait à cause de son trac. Lorsque le spectacle rencontre un certain succès, Walt décide de poursuivre son rêve à Hollywood et convainc Bob, hésitant, de l’accompagner. À Los Angeles, ils s’installent dans un appartement et rencontrent leur voisine April Mercedes, une aspirante actrice. Lorsque celle-ci remarque leur condition, Walt lui explique qu’ils sont reliés par le foie, qui est majoritairement celui de Bob, ce qui rend une séparation risquée pour Walt et est aussi la raison pour laquelle Walt semble plus âgé que Bob.
Walt peine à décrocher des rôles et son agent, Morty O'Reilly, peu efficace, va jusqu'à lui proposer de tourner dans un film pornographique. Pendant ce temps, Cher,  mécontente d’être la star d’une série télévisée intitulée Honey and the Beaze, engage Walt dans l’espoir que la présence d’un acteur siamois entraîne l'annulation du programme. Cependant, les producteurs adaptent le tournage pour que Bob n'apparaisse pas à l'image, par des astuces de cadrage et l'utilisation d'incrustations sur fond bleu. Contre toute attente, la série devient un énorme succès et Walt devient une célébrité.
Souhaitant aider Bob à s’épanouir, Walt organise en secret une rencontre avec May. Leur relation se développe malgré la difficulté de cacher leur particularité : Walt est de ce fait contraint d'accompagner Bob à tous ses rendez-vous en utilisant différents stratagèmes pour ne pas se faire remarquer, comme se déguiser en ours en peluche géant. Finalement, May les surprend tous deux au lit et, croyant qu’ils sont un couple homosexuel, s’enfuit. Bob tente de lui expliquer la vérité, mais elle est bouleversée par son mensonge.
Peu après, un tabloïd révèle leur condition au public, mais plutôt que d’essayer de la cacher , ils l’assument pleinement, acceptant des contrats publicitaires et apparaissant notamment dans The Tonight Show with Jay Leno. Si Walt profite de cette célébrité, Bob est malheureux et regrette May. Comprenant que son frère a besoin d’indépendance, Walt décide qu’ils doivent être séparés.
Bob refuse, alors Walt, pour lui forcer la main, se saoule, vole un sac à main et finit en prison pour conduite en état d’ivresse. Étant donné que leur foie est principalement celui de Bob, c’est ce dernier qui ressent le plus la gueule de bois qui les atteint le lendemain. Après une dispute, Bob accepte enfin l’opération.
La veille de l’intervention, May revient et s’excuse d’avoir fui. Bob lui annonce qu’ils vont être séparés, ce qu’elle désapprouve, mais il affirme que c’est la meilleure solution. À l’hôpital, May et April attendent le chirurgien, qui leur annonce finalement le succès de l'opération.
De retour à Oak Bluffs, Bob et May, tentent de mener une vie normale, mais Bob peine à gérer seul des tâches qu’il effectuait auparavant avec Walt, comme la gestion du restaurant et le hockey. Pendant ce temps, Walt perd son emploi après l'annulation de Honey and the Beaze et ne trouve plus de rôle. Déprimé par l’absence de son frère, il discute avec Cher, qui l’encourage à faire ce qui est le mieux pour lui. Walt décide alors de retourner à Oak Bluffs.
Un an plus tard, Bob et Walt ont repris ensemble la gestion du Quikee Burger, comme avant leur séparation, ils utilisent du velcro sur leur vêtement pour simuler leur ancienne connexion. Bob et May désormais mariés attendent un enfant, et Walt, bien que toujours passionné par la scène, se contente de jouer dans des productions locales, dont une comédie musicale mettant en scène Bonnie et Clyde où il interprète le rôle titre aux côtés de Meryl Streep.

## Fiche technique
- Titre original : Stuck on You
- Titre français : Deux en un
- Titre québécois : Collé à toi
- Réalisation : Peter et Bobby Farrelly
- Scénario : Peter et Bobby Farrelly, d'après une histoire de Peter et Bobby Farrelly, Bennett Yelin et Charles B. Wessler
- Directeur de la photographie : Daniel Mindel
- Distribution des rôles : Rick Montgomery
- Direction artistique : Richard Fojo, Arlan Jay Vetter et Chad Detwiller
- Décors : Sydney J. Bartholomew Jr.
  - Décors de plateau : Scott Jacobson
- Costumes : Deena Appel
- Montage : Christopher Greenbury et Dave Terman
- Musique : Charlie Gartner
- Sociétés de production :Twentieth Century Fox Film Corporation et Conundrum Entertainment
- Société de distribution :  20th Century Fox,  UGC Fox Distribution
- Budget : 55 millions de dollars[2]
- Format :
- Langue : anglais
- Genre : Comédie
- Pays de production :  États-Unis
- Durée : 118 minutes
- Dates de sortie en salles : 
  - États-Unis : 12 décembre 2003
  - France : 7 janvier 2004

## Distribution
- Matt Damon (VF : Damien Boisseau) : Bob Tenor
- Greg Kinnear (VF : Bruno Choël) : Walter « Walt » Tenor
- Eva Mendes (VF : Ivana Coppola) : April Mercedes
- Wen Yann Shih (VF: Léa Gabriele) : May Fong
- Seymour Cassel (VF : Jean Lescot): Morty O’Reilly
- Cher (VF : Élisabeth Wiener) : elle-même
- Griffin Dunne (VF : Michel Papineschi) : lui-même
- Meryl Streep (VF : Frédérique Tirmont) : elle-même (non créditée)
- Rhona Mitra : La beauté à l'arrêt de bus
- Lin Shaye : La femme au maquillage
- Frankie Muniz : Le jeune homme dans le lit de Cher (non crédité)
- Tom Brady : Geek (non crédité)

## Réception

### Box-office
- Mondial : 65 784 503 $ [3]
  - dont  États-Unis : 33 832 741 $ [3]
- France : 139 979 entrées [4]
  - dont Paris : 56 204 entrées[4]

### Accueil critique
Deux en un a rencontré un accueil critique favorable dans les pays anglophones, récoltant 60% d'avis positifs sur le site Rotten Tomatoes, basé sur 156 commentaires collectés et une note moyenne de 6⁄10 et un score de 62⁄100 sur le site Metacritic, basé sur 37 commentaires collectés.
En France, le film a rencontré un large accueil critique favorable, puisqu'il obtient une note moyenne de 4,1⁄5 sur le site Allociné, basé sur 16 commentaires collectés